# Emmy Rossum
Emmanuelle Grey Rossum, detta Emmy (New York, 12 settembre 1986), è un'attrice e cantante statunitense.
Ha ricevuto l'attenzione internazionale per il ruolo della protagonista nel film Il fantasma dell'Opera (2004), per il quale si è aggiudicata il Critics' Choice Award alla miglior giovane interprete e il Saturn Award nella medesima categoria. In campo televisivo, ha interpretato il ruolo di Fiona Gallagher nella serie Shameless (2011-2019).

## Biografia
Nata a New York, sua madre Cheryl è un'ebrea americana di origine russa, mentre suo padre è protestante di famiglia inglese e olandese. I genitori divorziano prima della sua nascita e lei viene affidata alla madre; incontra il padre soltanto due volte durante la crescita.
All'età di sette anni, Emmy viene invitata ad unirsi al Metropolitan Opera Children's Chorus dalla direttrice Elena Doria: nei cinque anni successivi canta con il coro e ha la possibilità di esibirsi con grandi figure dell'opera come Plácido Domingo e Luciano Pavarotti. All'età di dodici anni comincia a interessarsi alla carriera di attrice e a prendere lezioni con Flo Salant Greenberg.
Ha frequentato la Spence School, scuola privata di Manhattan, prima di abbandonare gli studi per cominciare a recitare. Riceve il diploma di scuola superiore a quindici anni attraverso dei corsi online offerti dal programma educativo per giovani dotati della Stanford University. Frequenta in seguito la Columbia University, ma interrompe gli studi.

### Carriera

#### Cinema e televisione
Il debutto televisivo avviene nel 1997 in un episodio di Law & Order - I due volti della giustizia come Alison Martin. Nel 1999, ottiene il ruolo ricorrente di Abigail Williams nella soap opera Così gira il mondo ed è anche guest star nella serie televisiva Spie. Nello stesso anno viene nominata per un Young Artist Awards come Best Performance in a TV Movie per il film Genio incompreso... ma non troppo. Nel 2000 interpreta una giovane Audrey Hepburn nel film The Audrey Hepburn Story.
Il debutto al cinema è nel 2000 con il film Songcatcher, che debutta al Sundance Film Festival vincendo il premio speciale della giuria Outstanding Ensemble Performance. Per il suo ruolo Rossum riceve una nomination agli Independent Spirit Award come Miglior performance di debutto e ha l'opportunità di cantare un duetto con Dolly Parton per la colonna sonora.
Il primo film in cui interpreta la protagonista è In fuga per la libertà del 2001; è la protagonista anche nel film del 2003 Nola. Nello stesso anno è nel film di Clint Eastwood Mystic River, nel quale interpreta Katie Markum, la figlia di Jimmy Markum, al quale dà il volto Sean Penn. In seguito a Mystic River, è Laura Chapman nel film catastrofico The Day After Tomorrow - L'alba del giorno dopo; tornata a New York, fa l'audizione per il ruolo di Christine Daaé in Il fantasma dell'Opera, adattamento dell'omonimo musical teatrale del 1986: per questa performance viene candidata come Migliore attrice in un film commedia o musicale ai Golden Globe 2005. Riceve anche altri premi, tra i quali un Critics' Choice Award alla miglior giovane interprete e un Saturn Award per la miglior attrice emergente, sempre nel 2005.
Nel 2006, appare in Poseidon, remake di L'avventura del Poseidon del 1972, e nella produzione teatrale di Romeo e Giulietta al Williamstown Theatre Festival, nel quale interpreta Giulietta Capuleti.
Nel 2007 si è unita al cast di Dragonball Evolution, film distribuito nel 2009, nel ruolo di Bulma. Nel 2009 è figurata nel film indipendente Dare, che partecipa al Sundance Film Festival.
A dicembre 2009 è entrata a far parte del cast della serie televisiva Shameless insieme a William H. Macy e Justin Chatwin; nel 2018 conferma di abbandonare la serie al termine della nona stagione. Nell'estate del 2011 partecipa al film Inside.
Nel 2012, entra nel cast del film Beautiful Creatures, tratto dal romanzo La sedicesima luna, nel quale interpreta la strega Ridley al fianco di Emma Thompson e Viola Davis. Viene scritturata anche per Way Down South.
Nel 2014 è nel cast di Qualcosa di buono, accanto a Hilary Swank, dove interpreta Bec, una studentessa assunta per assistere una donna malata di SLA negli ultimi giorni della sua vita. L'uscita nelle sale italiane è avvenuta nell'agosto del 2015.
Nel 2019, Rossum veste il ruolo di regista per l'episodio Makes You Uncomfortable della serie di Amazon Prime, Modern Love, in cui recitano Shea Whigham e Julia Garner.

#### Musica
In seguito al suo ruolo in Il fantasma dell'Opera, Rossum riceve diverse proposte per registrare album di musica classica, ma rifiuta, optando per una musica più moderna. Il suo primo album, Inside Out, viene prodotto da Stuart Brawley ed esce il 23 ottobre 2007. A dicembre viene pubblicato l'EP Carol of the Bells. Sempre nel 2007 canta due volte l'inno nazionale e si esibisce all'Hollywood Christmas Celebration e all'accensione dell'albero di Natale ad Atlanta.
Nell'estate del 2008 annuncia di essere in procinto di scrivere il suo secondo album. Nel 2010 canta la canzone Cruel One nell'album di debutto We've All Been There di Alex Band. A novembre 2012 Rossum annuncia che il suo secondo album, Sentimental Journey, verrà pubblicato dalla Warner Bros. Records il 29 gennaio 2013. A differenza del primo, il secondo è una collezione di cover di classici che vanno dagli anni venti agli anni sessanta.

### Vita privata
Nel febbraio 2008, Rossum sposa Justin Siegel, che chiede il divorzio il 25 settembre 2009. Le pratiche vengono concluse a dicembre 2010. Il 28 maggio 2017 si è sposata con il regista e sceneggiatore Sam Esmail, dal quale ha avuto una figlia il 24 maggio 2021 e un figlio il 5 aprile 2023.
È ambasciatrice di YouthAIDS e portavoce di PiNKiTUDE, una campagna di sensibilizzazione sul cancro al seno. È anche ambientalista ed è comparsa in diversi annunci del Natural Resources Defense Council; lavora anche con Global Green USA nella raccolta di fondi per la protezione ambientale. Il 26 maggio 2009 ha partecipato a una marcia per protestare contro la California Proposition 8.

## Filmografia

### Attrice

#### Cinema
- Songcatcher, regia di Maggie Greenwald (2000)
- Imprevisti di nozze (It Had to Be You), regia di Steven Feder (2000)
- In fuga per la libertà (An American Rhapsody), regia di Éva Gárdos (2001)
- Happy Now, regia di Philippa Cousins (2001)
- Passionada, regia di Dan Ireland (2002)
- Nola, regia di Alan Hruska (2003)
- Mystic River, regia di Clint Eastwood (2003)
- The Day After Tomorrow - L'alba del giorno dopo (The Day After Tomorrow), regia di Roland Emmerich (2004)
- Il fantasma dell'Opera (The Phantom of the Opera), regia di Joel Schumacher (2004)
- Poseidon, regia di Wolfgang Petersen (2006)
- Dare, regia di Adam Salky (2009)
- Dragonball Evolution, regia di James Wong (2009)
- Beautiful Creatures - La sedicesima luna (Beautiful Creatures), regia di Richard LaGravenese (2013)
- Qualcosa di buono (You're Not You), regia di George C. Wolfe (2014)
- Comet, regia di Sam Esmail (2014)
- Before I Disappear, regia di Shawn Christensen (2014)
- A Futile and Stupid Gesture, regia di David Wain (2018)
- Un uomo tranquillo (Cold Pursuit), regia di Hans Petter Moland (2019)

#### Televisione
- Law & Order - I due volti della giustizia (Law & Order) – serie TV, episodio 8x10 (1997)
- Only Love, regia di John Erman – film TV (1998)
- Lo specchio del destino (A Will of Their Own) – serie TV, episodio 1x01 (1998)
- Grace & Glorie, regia di Arthur Allan Seidelman – film TV (1998)
- Genio incompreso... ma non troppo (Genius), regia di Rod Daniel – film TV (1999)
- Spie (Snoops) – serie TV, episodi 1x06-1x11 (1999)
- Così gira il mondo (As the World Turns) – serial TV, puntate sconosciute (1999)
- The Audrey Hepburn Story, regia di Steven Robman – film TV (2000)
- The Practice - Professione avvocati (The Practice) – serie TV, episodi 6x01-6x02 (2001)
- Shameless – serie TV, 110 episodi (2011-2019) - Fiona Gallagher
- Angelyne - serie TV 5 episodi (2022)
- The Crowded Room – serie TV, 10 episodi (2023)

### Regista
- Modern Love – serie TV, episodio 1x06 (2019)

## Discografia

### Album
- 2007 - Inside Out (Geffen Records)
- 2013 - Sentimental Journey (Warner Bros. Records)

### EP
- 2007 - Carol of the Bells (Geffen Records)

### Colonne Sonore
- 2004 - Il fantasma dell'Opera

## Riconoscimenti
- 2000 – Young Artist Awards
  - Candidatura – Best Performance in a TV Movie or Pilot – Supporting Young Actress per Genio incompreso... ma non troppo
- 2001 – Independent Spirit Awards
  - Candidatura – Miglior performance di debutto per Songcatcher
- 2004 – National Board of Review Awards
  - Vinto – Miglior performance rivelazione femminile per Il fantasma dell'Opera
- 2005 – Premio Golden Globe
  - Candidatura – Migliore attrice in un film commedia o musicale per Il fantasma dell'Opera
- 2005 – Saturn Award
  - Vinto – Miglior attore emergente per Il fantasma dell'Opera
- 2005 – Critics' Choice Movie Award
  - Vinto – Miglior giovane interprete per Il fantasma dell'Opera[28]
- 2005 – Young Artist Awards
  - Vinto – Best Performance in a Feature Film – Leading Young Actress per Il fantasma dell'Opera
- 2005 – Online Film Critics Society Awards
  - Candidatura – Best Breakthrough Performance per Il fantasma dell'Opera
- 2005 – MTV Movie Awards
  - Candidatura – Miglior performance rivelazione femminile per The Day After Tomorrow – L'alba del giorno dopo
- 2005 – Satellite Award
  - Candidatura – Best Actress in a Motion Picture, Comedy or Musical per Il fantasma dell'Opera
- 2009 – Savannah Film Festival
  - Vinto – Young Hollywood Award per Dare
- 2012 – Critics' Choice Television Award
  - Candidatura – Miglior attrice in una serie TV drammatica per Shameless

## Doppiatrici italiane
Nelle versioni in italiano dei suoi film, Emmy Rossum è stata doppiata da:
- Domitilla D'Amico in Law & Order - I due volti della giustizia, Shameless, Beautiful Creatures - La sedicesima luna, A Futile and Stupid Gesture
- Valentina Mari in Mystic River, Poseidon
- Perla Liberatori in In fuga per la libertà, The Crowded Room
- Stella Musy in The Day After Tomorrow - L'alba del giorno dopo
- Myriam Catania ne Il fantasma dell'Opera[29]
- Barbara De Bortoli in Dragonball Evolution
- Gea Riva in Qualcosa di buono
- Valentina Favazza in Un uomo tranquillo